# Cold Spring Harbor Laboratory
Cold Spring Harbor Laboratory (ofte forkortet: CSHL) er en privat, non-profit institution etableret i 1890 og beliggende på Long Island udenfor New York, USA med forskningsprogrammer indenfor kræft, neurofysiologi, plantegenetik, genomics og bioinformatik. Laboratoriet udbyder også en lang række kurser. For tiden er der beskæftiget mere end 400 forskere, og gennem tiden har ni Nobelprisvindere arbejdet på CSHL.
Nobelprisvindere som har arbejdet på Cold Spring Harbor Laboratory:
- Martha Chase
- Max Delbrück
- Carol W. Greider
- Alfred Hershey
- Salvador Luria
- Barbara McClintock
- Richard J. Roberts
- James D. Watson